# Sanctuaire Koganeyama
 (avril 2024).
La mise en forme du texte ne suit pas les recommandations de Wikipédia : il faut le « wikifier ».
Les points d'amélioration suivants sont les cas les plus fréquents. Le détail des points à revoir est peut-être précisé sur la page de discussion.
- Les titres sont pré-formatés par le logiciel. Ils ne sont ni en capitales, ni en gras.
- Le texte ne doit pas être écrit en capitales (les noms de famille non plus), ni en gras, ni en italique, ni en « petit »…
- Le gras n'est utilisé que pour surligner le titre de l'article dans l'introduction, une seule fois.
- L'italique est rarement utilisé : mots en langue étrangère, titres d'œuvres, noms de bateaux, etc.
- Les citations ne sont pas en italique mais en corps de texte normal. Elles sont entourées par des guillemets français : « et ».
- Les listes à puces sont à éviter, des paragraphes rédigés étant largement préférés. Les tableaux sont à réserver à la présentation de données structurées (résultats, etc.).
- Les appels de note de bas de page (petits chiffres en exposant, introduits par l'outil «  Source ») sont à placer entre la fin de phrase et le point final[comme ça].
- Les liens internes (vers d'autres articles de Wikipédia) sont à choisir avec parcimonie. Créez des liens vers des articles approfondissant le sujet. Les termes génériques sans rapport avec le sujet sont à éviter, ainsi que les répétitions de liens vers un même terme.
- Les liens externes sont à placer uniquement dans une section « Liens externes », à la fin de l'article. Ces liens sont à choisir avec parcimonie suivant les règles définies. Si un lien sert de source à l'article, son insertion dans le texte est à faire par les notes de bas de page.
- La présentation des références doit suivre les conventions bibliographiques. Il est recommandé d'utiliser les modèles {{Ouvrage}}, {{Chapitre}}, {{Article}}, {{Lien web}} et/ou {{Bibliographie}}. Le mode d'édition visuel peut mettre en forme automatiquement les références.
- Insérer une infobox (cadre d'informations à droite) n'est pas obligatoire pour parachever la mise en page.

Pour une aide détaillée, merci de consulter Aide:Wikification.
Si vous pensez que ces points ont été résolus, vous pouvez retirer ce bandeau et améliorer la mise en forme d'un autre article.
 (mai 2024).
Le contenu est difficilement compréhensible vu les erreurs de traduction, qui sont peut-être dues à l'utilisation d'un logiciel de traduction automatique.
Le sanctuaire Koganeyama (黄金山神社) est un sanctuaire shinto situé au Japon, précisément sur le mont Kinka, une île isolée de l'océan Pacifique, en face de la pointe sud-est de la péninsule d'Oshika dans la ville d'Ishinomaki, préfecture de Miyagi. Historiquement un sanctuaire préfectoral, il a été reclassé comme un sanctuaire spécial par l'Association des sanctuaires shinto après la Seconde Guerre mondiale. Ce sanctuaire, considéré comme Beppyo (un terme désignant les sanctuaires d'importance particulière et d'une grande histoire), est souvent confondu avec le mont Kinka lui-même, car toute l'île est vue comme une zone sacrée.

## Présentation du sanctuaire
Le sanctuaire Koganeyama était initialement un temple de la secte Shingon appelé Koganeyama Daikin-ji, où Benzaiten (Benten) était vénérée, et était connu pour sa politique d'exclusion des femmes, appelée Nyonin Kinsei (ja). C'est un des cinq grands sanctuaires Benten du Japon, cette distinction est partagée avec d'autres sites, tels que le sanctuaire d'Itsukushima dans la préfecture d'Hiroshima. Il est aussi considéré comme l'un des trois lieux saints du Tōhoku, ce qui inclut les trois montagnes de Dewa (Dewa Sanzan) dans la préfecture de Yamagata et le mont Osore dans la préfecture d'Aomori.

## Déité et culte
Avant l'ère Meiji, Le sanctuaire honorait Benzaiten, déesse de la fortune et de la prospérité. Bien que la vénération de Benzaiten continue, la divinité principale a été redéfinie pendant l'ère Meiji.

## Histoire
Selon la légende du sanctuaire, il a été fondé en tant que sanctuaire la deuxième année de l'ère Tenpyo Shoho (750).
Durant la période de Nara, la royauté Yamato éprouvait des difficultés à collecter l'or nécessaire pour dorer la statue de Vairocana au temple Todaiji, dans le cadre d'un projet national. En février 749, ils apprirent l'existence de la première mine d'or au Japon, située dans la province de Mutsu.
La source de cet or était le mont Kinka, et l'année suivante, en 750, Oshika no Muraji Miyamaro et d'autres ont demandé au gouverneur provincial de l'époque de construire un sanctuaire pour vénérer les dieux responsables de l'extraction de l'or, et ont consacré deux dieux, Kanayamabiko et Kanayamabime, sur le mont Koganeyama. Selon la tradition, ce sanctuaire a été ultérieurement transformé en temple dédié à Benzaiten, en faisant d'elle image principale (en).

Pour célébrer cette première mine d'or au Japon, Ōtomo no Yakamochi a composé le tanka suivant :

« Que le règne de l'Empereur prospère et que des fleurs dorées fleurissent dans la terre de Michinoku, à l'est. »

Le nom de l'île (montagne) est dit dériver d'une « fleur dorée » visible dans le ciel. Concernant Benzaiten, on dit qu'elle était une jeune fille céleste qui s'est échouée sur la côte Pacifique du mont Kinka et a été consacrée au sommet et à la base de la montagne, avec la base appelée Benzaiten-do (temple Daikoku-ji) et le sommet appelé Ryuzo Gongen (maintenant sanctuaire Owatatsumi).
Une légende raconte aussi que le roi Keibok de Baekje, après avoir offert de l'or à la cour impériale (ja), fit naufrage sur la plage d'Omaehama à Onagawa, située près de l'extrémité nord de la péninsule d'Oshika, ou qu'il vivait au même endroit.
Jusqu'à l'ère Edo, on croyait que le sanctuaire avait été construit à cause des mines d'or locales, d'où son nom. Toutefois, en 1813, la dixième année de l'ère Bunka, l'érudit Kokugaku Okin Yasumi de la province d'Ise identifia le site original de la mine d'or de l'époque Tenpyo, situé dans l'actuelle ville de Wakuya, district d'Ota, préfecture de Miyagi. Il redécouvrit également le petit sanctuaire de Kogane, qu'il restaura comme le sanctuaire historique de Koganeyama. Cela a mené à une nouvelle évaluation des origines du sanctuaire. En conséquence, l'aspect imposant de la montagne, debout dans la mer et vénérée comme une demeure spirituelle par les gens le long de la côte de la péninsule d'Oshika, était considéré comme un sujet de culte naturel. Le terrain accidenté du mont Kinka, connu pour ses cinq pics escarpés et appelé « 68 pics et 48 vallées », a conduit à la croyance que la montagne était un site pour les pratiquants ésotériques de Shugendo, en particulier à partir de la période Heian, dont beaucoup étaient affiliés au temple Daikin-ji, fondé par Kobo Daishi (Kukai), le fondateur de la secte Shingon. Cette zone, ainsi que toute la côte de Sanriku, abritait de nombreux temples Shingon dédiés à Benzaiten, ce qui suggère que ces pratiquants de Shugendo ont joué un rôle significatif dans le développement du site comme un lieu sacré. La création du temple Daikin-ji a probablement favorisé le développement de la montagne. Les pratiquants voyaient le mont Kinka comme une terre légendaire, comme le mont Penglai, car il est le point le plus à l'est de Honshu ou au royaume éternel de Tokoyo (en), une utopie recherchée dans la Chine et le Japon anciens, centrée autour du temple Daikin-ji et le dédiant à Benzaiten, ce qui liait ses bénédictions divines aux faits historiques de la production d'or de l'époque Tenpyo et au poème les fleurs d'or fleurissent. Selon les archives géographiques Fuchinai Fudoki, Miwa Myojin aurait formé l'île Kinkazan en utilisant de l'or, consacrant l'« âme véritable » d'Amaterasu comme Tomonomi-hime-no-kami, plus tard connue sous le nom de « Benzaiten ». Ce compte, étiqueté comme une vieille théorie, a été rejeté par l'auteur (Tanabe Nozomu) comme une fabrication basée sur le volume « supérieur » du Kojiki (Chroniques Anciennes des Kami), considéré comme un non-sens par les moines et les pratiquants ascétiques. Bien que cette théorie ait été rejetée, d'autres pensent que le sanctuaire pourrait être lié au sanctuaire Oshima ou Keisenma dans le district d'Oshika de la province de Mutsu.
Selon les traditions du sanctuaire, à l'époque d' Eiman jusqu'à Nin'an (milieu du XIIe siècle), Fujiwara no Hidehira a construit 48 temples (salles et pagodes), dont le temple Daikin-ji, et a fait don de 1 000 koku de Jisha-ryō (ja), ce qui en fait un temple montaine (une organisation de temple indépendante composée d'un temple principal et de plusieurs sanctuaires et temples) avec le temple Daikin-ji en son centre. Après la chute du clan Fujiwara, le nombre de temples et de pagodes fut réduit à 18 et le terrain du temple à 500 koku par Kasai Kiyoshige, qui fut nommé magistrat général d'Oshu et seigneur du château d'Ishinomaki, mais le temple prospéra sous sa protection. On pense que le contexte de cette situation est qu'en réponse au développement et à la stratégie de la cour impériale pour la région du Tohoku (ce qu'on appelle l'asservissement d'Emishi) à partir de la période de Nara, les moines ascétiques qui ont participé en tant que forces militaires ou moines militaires aux Guerres de neuf ans et de trois ans, ont continué à rester dans la région par la suite et se sont rassemblées à Koganeyama comme base pour des activités religieuses telles que des pratiques ascétiques et des incantations en montagne, étaient considérées comme étant capables de fournir à la fois des activités de prière pour la paix dans leurs territoires en temps de paix et leurs forces militaires en temps de guerre, et étaient donc protégés par de puissants clans locaux, en particulier le clan Fujiwara, qui revendiquait la domination sur la région de Tohoku à la fin de l'Antiquité. On pense que les relations avec les seigneurs féodaux ont été similaires à partir de la période Kamakura, mais l'état du temple tout au long du Moyen Âge n'est pas clair car les anciens documents ont été perdus dans plusieurs incendies. Le temple tomba en déclin en raison des guerres de la période Sengoku et, à l'époque Tensho (fin du XVIe siècle), tous les bâtiments du temple furent incendiés en 1522 (il fut restauré en 1593 par le moine Shugendo Choshun). Seizobo, originaire d'Iwakura dans la province de Shimotsuke et était également le prêtre en chef de Nikko-san (temple Rinno-ji).
Durant la période Edo, on raconte que l'île fut réservée comme sanctuaire et que les bâtiments du temple furent reconstruits en réponse au respect du clan Date, seigneurs féodaux du domaine de Sendai. Sous le système honmatsu, il était positionné comme un temple Shugendo de la secte Tozan, avec Daigo Sanboin comme temple principal (le temple principal est le temple Ryuhoji sous le château de Sendai). Concernant le respect manifesté par le clan Date, il existe une trace du quatrième seigneur féodal, Tsunamura, envoyant ses serviteurs visiter le temple en son nom pendant trois mois consécutifs en 1703 (Genroku 16) pour faire don de poussière d'or, mais peut-être en raison de conditions géographiques telles que l'éloignement de la ville-château, il n'y avait aucun signe de soutien régulier et direct de la part du seigneur féodal. En fin de compte, seul le temple Daikin-ji est resté parmi les 18 temples qui comptaient autrefois, et comme il s'agissait d'un temple branche de Sanboin, son organisation et son influence en tant que temple de montagne unique avaient été dissoutes. En conséquence, le temple Daikinji, qui essayait d’entretenir ses temples et ses pagodes, devait activement s’adresser au peuple. Plus précisément, on pense que les moines du temple parcouraient les villages pour diffuser le culte de Benzaiten. En conséquence, la foi dans le temple Daikinji (mont Kinka) a prospéré et, à partir du milieu de la période Edo, des associations religieuses se sont formées en divers endroits et le nombre de pèlerins a augmenté. Cependant, en 1813, un incendie réduisit à nouveau la montagne entière en cendres et les bâtiments du temple furent reconstruits dans leur aspect d'origine avec l'aide du clan Date, mais tous les anciens documents furent perdus au cours de ce processus.
Après la restauration Meiji et en réponse à l'ordre visant à séparer le shintoïsme et le bouddhisme, le temple Daikin-ji fut aboli en 1869 et devint le sanctuaire Koganeyama, qui consacre les deux divinités Kanayamahiko et Kanayamahime. Le prêtre en chef du temple Daikin-ji est retourné à la vie laïque et est devenu un prêtre shinto sous le nom d'Okumi. En juin de la même année, le sanctuaire est classé sanctuaire préfectoral. Lorsque le temple Daikin-ji a été abandonné, toutes ses écritures et statues bouddhistes ont été retirées de l'île. Le bâtiment du sanctuaire avait été rénové depuis 1877, mais en février 1907, un incendie se déclara dans une maison proche du bureau du sanctuaire, brûlant le sanctuaire pour la troisième fois, y compris les arbres dans le parc, ne laissant que l'objet sacré et le mikoshi (sanctuaire portatif). En conséquence, à partir de l'achèvement de la salle de culte en 1916, le bâtiment actuel du sanctuaire a été progressivement reconstruit. Après la guerre, il rejoint l'Association des sanctuaires shinto et devient sanctuaire Beppyo en 1952 .

## Pratiques religieuses

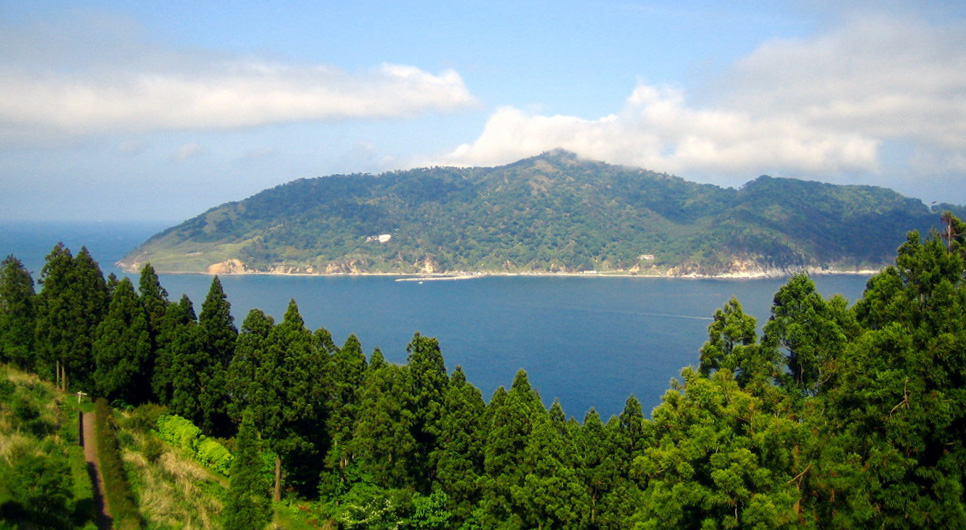
Koganeyama vu de la Péninsule d'Oshika

Koganeyama était un objet de culte pour les habitants vivant le long de la côte de la péninsule d'Oshika dans les temps anciens, et on pense qu'il était particulièrement vénéré par les pêcheurs en tant que divinité gardienne de la pêche et de la sécurité en mer. Bien qu'il s'agisse d'un exemple datant d'époques ultérieures, les pêcheurs engagés dans la pêche en haute mer, comme la pêche à la bonite, appelleraient la zone où environ un tiers du Koganeyama disparaissait sous l'horizon (environ 20 milles marins) « San no gote (Troisième Palais) », ce qui signifie fut alors rebaptisé « Nino gote (Deuxième Palais) », et le point où la silhouette de l'île était petite et ressemblait à une étoile (environ 45 milles marins) fut appelé « Nioboshi (étoile Nyuho) », et lorsqu'il se trouva complètement sous l'horizon on l'appelait « Yamanashi (pas de montagne) ». Ils utilisaient Koganeyama comme guide pour mesurer la distance jusqu'aux zones de pêche, et même lorsque la montagne se trouvait à « Yamanashi » où la forme de la montagne ne pouvait pas être vue, il était d'usage de faire face à Koganeyama au coucher du soleil et d'offrir une lampe pour prier. On dit aussi qu'ils ressentirent un sentiment de soulagement indescriptible lorsqu'ils aperçurent Nioboshi à leur retour des grands fonds. De plus, avant de partir pêcher, on raconte que des prières sont offertes au mont Kinka et que sur les plages des îles où l'on peut voir la forme de la montagne, des prières sont toujours offertes au Nouvel An et à d'autres moments. En outre, il est a déclaré que les navires passant au large allumaient des lampes, répandaient du riz dans la mer et offraient des prières, et que lors de la pêche au balaou du Pacifique, sept balaous du Pacifique seraient offerts dans la mer pour prier pour une pêche en toute sécurité et une bonne prise. Les marins sur les routes maritimes l'adoraient également comme le dieu de la sécurité des voyages. Lors du voyage du Kaisei Maru, un navire de guerre du domaine de Sendai en 1858, les marins scandaient « Oyama Oyama » pour le mont Kinka, et lorsqu'ils arrivèrent en vue du temple Daikinji, ils se lavaient les mains, se rinçaient la bouche et dispersaient du riz dans la mer avant de s'incliner.
D'un autre côté de l'Antiquité jusqu'au Moyen Âge, les ascètes rassemblés sur le mont Kinka ont construit le temple Daikin et s'y sont basés, s'engageant dans des pratiques ascétiques rigoureuses parmi les sommets. Il n'existe aucun document historique détaillant les pratiques réelles de l'ascèse au mont Kinka, mais on dit qu'il y avait des endroits appelés Monde du Diamant et « Monde de l'utérus » sur la côte est de l'île, et des noms de lieux tels que « Plongée utérine » et « Tengu Sumo » indiquent des liens avec les pratiques ascétiques sur l'île. La présence d'un autel de feu à côté du sanctuaire Daikaiji (anciennement Ryuzo Gongen) au sommet suggère que de telles pratiques ascétiques ont effectivement été pratiquées. En particulier, le rituel « Plongée utérine », qui considère la montagne comme le ventre d'une mère dans la philosophie du Shugendo, impliquait de passer par un trou juste assez grand pour pouvoir ramper à la base d'un gros rocher, symbolisant un rituel de mort et de renaissance simulées censé conférer de nouveaux pouvoirs spirituels. De plus, le Sai no Kawara situé sur la côte nord-est du mont Kinka serait un endroit où l'on peut entendre les voix de parents décédés lors de la visite, semblable à la foi dans les esprits ancestraux et spirituels tenue à Yamadera (Risshakuji) en Préfecture de Yamagata et Bodaiji à Osorezan, préfecture d'Aomori. La foi en Benzaiten au temple Daikin remonte à des temps anciens, comme l'indiquent les premières lettres des 48 noms de temples construits par Hidehira formant un acrostiche pour « Daiben Saiten » (Grand Benzaiten), enregistrées dans Fuchinai Fudoki.
La tradition de Benzaiten, en particulier le long des zones côtières de la côte de Sanriku, est communément associée à des légendes de dérive impliquant des dieux des rivières (dieux de l'eau), comme mentionné ci-dessus, suggérant que la foi originelle en Benzaiten en tant que dieu de l'eau en constituait la base. Cela est évident dans les anciennes croyances des pêcheurs côtiers qui vénéraient les objets dérivants venus d’au-delà des mers. De telles croyances fondamentales ont été superposées par les ascètes avec l'image d'un paradis idéal au-dessus des mers orientales, activement promues pour manifester ce paradis dans la réalité, en mettant l'accent sur l'aspect générateur de richesse de Benzaiten en tant que divinité de la fortune, et en liant cela au fait historique de Tenpyo. la production d'or et la prospérité apportée par la chanson « les fleurs dorées fleurissent ».
Reliques Partie 1 : Le Col de Soji
. Le résultat de ces efforts fut l'expansion de la zone de foi sur le mont Kinka au début de la période moderne, mais à l'intérieur du couvercle de la boîte de stockage du Grand Hannya Sutra daté de 1583 et toujours conservé au sanctuaire de Kinkazan, il y a un mandala inscrit mettant en vedette Benzaiten, qui était largement connu au Moyen Âge, entouré d'autres divinités de la bonne fortune, prouvant que le lien entre le temple Daikinji et le peuple à travers la foi en Benzaiten en tant que divinité de la bonne fortune remonte également avant le début de la période moderne .
La croyance au mont Kinka est devenue populaire au début de la période moderne. On pense que le contexte est que le temple Daikinji et les moines ascétiques qui y étaient basés, ressentant un sentiment de crise après avoir perdu la protection active de personnes puissantes telles que les seigneurs féodaux, ont cherché à étendre le domaine de leur foi en faisant appel au grand public afin de maintenir la gestion du temple,. Egalement, les personnes qui ont accepté la foi avaient également le désir d'un sauveur unique au Japon qui apporterait un monde meilleur, en particulier Miroku, qui apporte des récoltes abondantes et apparaît dans les vers de la danse Kashima Odori distribués le long des côtes des régions du Kanto et du Tokai. Il y avait une croyance selon laquelle Miroku apparaîtrait l'année du serpent ou le jour du serpent, et une coutume de former des groupes tels que M-imachi-ko (un lieu de rencontre pour les serpents) le jour du serpent ou la veille pour attendre l'arrivée de Miroku. En revanche, Daikonji Benzaiten était également considéré comme ayant un rôle divin en tant que divinité de l'eau, c'est pourquoi un rituel à grande échelle était organisé l'année du serpent, au cours duquel un festival de l'année du serpent avait lieu. Par conséquent, on pense qu'en tant qu'ascètes, utilisant les associations de « Miroku », « serpent » et « Benzaiten », ils ont assimilé la foi Benzaiten à la foi du village et ont élargi la sphère de la foi en transformant le Mi-machi existant en Koganeyama-ko. En outre, il semble que le temple Daikin-ji organisait parfois des expositions publiques de statues de Benzaiten afin de collecter des fonds pour ses temples, et il existe des temples où les statues de Benzaiten étaient ensuite transformées en images principales sur les lieux d'exposition.

### La foi de Koganeyama
La croyance dans le Mont Kinka depuis le début de la période moderne s'est concentrée sur la recherche d'avantages matériels tels que la chance financière de Benzaiten, mais à la base se trouve l'attente des gens selon laquelle il y a un endroit quelque part dans la région rempli d'or qui apparaîtra un jour., car ils aspirent aux bénédictions provenant de la production d’or. On pense que les moines ascétiques ont profité de cette attente et ont lié le mont Kinka au fait historique de la production d'or dans la période Tenpyo, diffusant l'idée du mont Kinka comme un lieu où les idéaux du peuple étaient devenus réalité, élargissant ainsi la sphère. de croyance. Finalement, les gens autour du mont Kinka en sont venus à croire que l'or était enfoui dans un coin de l'île, ou que le mont Kinka était une île faite d'or, même si l'île est presque entièrement faite de granit et ne contient pas de filons d'or. Nishikawa Nyoken a écrit : « Si vous regardez la carte du monde et voyez qu'il y a une île d'or et d'argent dans la mer orientale du Japon, ce ne serait pas cette île (le mont Kinka) ». notion du Japon comme une île d'or et d'argent, telle que représentée par Les Voyages de Marco Polo de Marco Polo, et a appliqué cette notion au mont Kinka d'une manière plus localisée.
Reliques Partie 2 : Concombre de Mer Doré (Kinko)

#### Pèlerinage à Koganeyama et Koganeyama Ko
À partir du milieu de la période moderne, les pèlerins recherchant les bénédictions de Benzaiten venaient non seulement du domaine de Sendai mais également d'autres provinces. L'itinéraire de pèlerinage de Sendai à Ishinomaki puis au mont Kinka a été enregistré dans des guides de voyage contemporains tels que « Diverses directions et itinéraires » et « Dossiers de voyage de diverses provinces ». Selon ces archives, le voyage vers Ishinomaki empruntait en grande partie la route d'Ishinomaki, d'où elle se divisait en routes terrestres et maritimes. On suppose que les routes ultérieures comprenaient la route Omotehama, qui longeait la côte ouest de la péninsule d'Oshika par voie terrestre ou maritime jusqu'à Ayukawa à la pointe sud-ouest, et la route Urahama, qui longeait par voie terrestre la côte est de la péninsule. à Yamadori. Bien qu'il soit possible de se rendre directement au mont Kinka par voie maritime sur les deux routes, il était d'usage d'emprunter la route terrestre pour tester la foi. Même lorsqu'ils empruntaient la route maritime sur la route d'Omotehama, les pèlerins débarquaient à Ayukawa puis traversaient le col de Komagamine pour atteindre Yamadori, en passant par la première porte torii avant de traverser le détroit (également connu sous le nom de détroit de Yamadori ou de détroit de Kinka) jusqu'au île, où, si une cloche sonnait lors du rassemblement à Yamadori, un bateau viendrait de l'île pour les chercher. Cependant, la zone autour du mont Kinka était connue pour ses forts courants de marée et ses eaux dangereuses, et de nombreux naufrages s'étaient produits au cours de l'histoire ; les nuits de tempête, on disait que les fantômes des noyés s'approchaient des navires en opération et demandaient une louche. Même si la traversée de Yamadori était courte, de grosses vagues appelées « Palace Hiding » la rendaient souvent trop agitée, et si la mer était trop violente, aucun bateau ne pouvait venir du mont Kinka, obligeant les pèlerins à retourner à Ayukawa pour attendre. En atteignant le mont Kinka, les pèlerins devaient enfiler de nouvelles sandales de paille avant de débarquer pour éviter d'apporter des impuretés du monde sur l'île sacrée, puis ils visiteraient le temple Daikin, et s'ils devaient se rendre aux sites de pèlerinage d'escalade de l'île (décrits plus tard), ils passeraient la nuit au temple Daikin et partiraient pour l'escalade le lendemain matin. On croyait que le mont Kinka était fait d'or, et lorsqu'on quittait l'île après avoir terminé son pèlerinage, il était tabou de retirer quoi que ce soit de l'île, de l'or et d'autres minéraux jusqu'à un seul brin d'herbe ou un grain de sable, comme le dieu de l'île les chérit. Les pèlerins laissaient leurs sandales de paille sur la jetée, et on disait que s'ils désobéissaient, leur bateau de retour ne bougerait pas ou coulerait . Bien que non vérifiée, il existe une anecdote à propos de Kiuchi Sekitei qui, après avoir visité le mont Kinka et empoché secrètement du sable doré, découvrit que le bateau sur lequel il montait ne pouvait pas progresser dans les vagues agitées. Lorsque le batelier a enquêté et découvert le vol, Sekitei n'a eu d'autre choix que de restituer le sable doré. La coutume de laisser des sandales reflète la forte notion de sainteté associée au mont Kinka. Même lorsqu'un moine du temple Daikin est décédé, il n'a jamais été enterré sur l'île ; au lieu de cela, ses restes ont été transportés à Yamadori. De plus, il était strictement interdit aux femmes de traverser l'île et elles adoraient la montagne depuis la première porte torii de Yamadori.
En outre, des groupes appelés Koganeyama ko ont été formés dans divers endroits dans le but d'adorer Koganeyama, mais certains semblent avoir été transformés à partir d'organisations de ko existantes, et certains d'entre eux s'appelaient Mimachi ko et impliquaient diverses activités religieuses centrées autour du jour du Koganeyama. serpent. Comme l'adhésion au groupe était réservée aux hommes, en raison de l'idée que les femmes n'étaient pas autorisées à y adhérer, le groupe était principalement composé de chefs de famille et lors des journées d'ouverture, qui avaient lieu plusieurs fois par an, les membres se réunissaient dans des logements désignés à tour de rôle, où ils accrochaient un rouleau suspendu du mont Kinka sur le siège supérieur, comme l'alcôve tokonoma dans la salle des tatamis, l'utilisaient comme autel, allumaient une lampe, offraient du saké sacré, priaient parmi le groupe, puis dînez avec une cuisine végétarienne. Dans les villages reculés où il est difficile de faire le pèlerinage au Mont Kinka pour des raisons financières ou autres, un mandataire est choisi pour représenter le groupe (généralement deux personnes), et le mandataire qui effectue le pèlerinage distribue les talismans sacrés qui sont remis aux les membres du groupe. Les nombreux pèlerinages au mont Kinka ont mené à l'érection de monuments en pierre aux entrées des villages et à des carrefours, avec des sanctuaires dédiés à Benzaiten établis dans les enceintes de sanctuaires locaux ou comme divinités domestiques. Il existe différents types de Kinkazan ko dans diverses régions, certains continuant à partir du moment de leur formation et d'autres se dissolvant après une certaine période de temps, mais à l'époque moderne, il existe environ 500 ko de différentes tailles dans les préfectures de Tohoku, principalement Miyagi, ainsi que dans les préfectures d'Hokkaido et de Chiba. En 1921, le sanctuaire Kinkazan réorganisa le ko existant pour former l'organisation « Eitaiko » dans le but de faire revivre le sanctuaire et d'élargir sa sphère de foi.
En outre, l'idée selon laquelle l'or n'aurait pas pu être produit à partir du mont Kinka et le fait historique de l'exploitation de l'or pendant la période Tenpyo ont été niés au milieu de la période Edo. Cependant, jusqu'à la fin de la période Taisho, de nombreuses personnes conservaient encore l'illusion d'une île en or, comme le chante le Toshima Jinku (un chant venu d'une île lointaine) souvent chanté dans le district d'Oshika à l'époque. Période Meiji et Taisho, telles que « Sur le mont Kinka, il y a de grandes boîtes et de petites boîtes d'or, et puis il y a aussi de l'or » et « Quand un vent de bonne pêche souffle au large, des fleurs dorées fleurissent sur l'île ». De même, à Matsusakabushi (également connu sous le nom de Matsushimabushi), il y avait une chanson qui chantait : « Le mont Kinka à l'est est une montagne d'or ».

## Rituels
Le festival annuel a lieu le 25 septembre, mais il existe également d'autres rituels et festivals shinto comme les suivants :
Festival Hatsumi
Ce rituel a lieu pendant sept jours à partir du premier mai et succède à la foi de Benzaiten, car son messager est un serpent (mi). Le festival principal a lieu au sanctuaire principal à l'heure du serpent (10h00) le premier jour (le jour du serpent), et chaque dimanche pendant le festival, un sanctuaire portable est transporté au sanctuaire temporaire. au port de Kinkazan. Au cours de la procession du sanctuaire portable, un rituel de purification de la mer est effectué au cours duquel l'eau de mer est puisée et utilisée pour purifier le sanctuaire. C'est aussi un type de rituel Hamadori, et on dit que dans le passé, le sanctuaire portable était porté par des jeunes hommes et dévalé la montagne, dans la mer, et traversait jusqu'à Kamejima (aujourd'hui Kameishi), . De plus, le festival passionnant de l'année du serpent a lieu une fois tous les 12 ans, l'année du serpent.
Festival de coupe de bois de cerf
Cet événement a lieu le premier et le deuxième dimanche d'octobre, qui est la saison des amours pour les cerfs (cerf Sika), et consiste à couper les bois des cerfs mâles autour de l'enceinte du temple pour les empêcher de nuire aux fidèles. On dit qu'il a commencé en 1963 et qu'il était initialement interprété par le personnel du sanctuaire, mais vers la fin de l'ère Showa ou le début de l'ère Heisei (fin du 20e siècle), des groupes de seko (batteurs) d'Ishinomaki il capturait les animaux et les faisait couper par les prêtres. Le cerf capturé reçoit une offrande sacrée de saké, après quoi ses bois sont coupés. Les bois sont ensuite donnés au sanctuaire et distribués à ceux qui le souhaitent.

## Tombeau
Le bâtiment principal est construit dans le style Sanbayashi-Nagare, tandis que la salle de culte présente un style de toit à pignon avec cinq travées de large et trois poutres, et une véranda de trois travées avec un toit à pignon au centre à l'avant. Les deux possèdent des toits en cuivre. Parmi les autres bâtiments figurent une salle de prière et une porte Suishinmon, et dans la salle de prière, du bois de goma est brûlé et des prières sont offertes par les pétitionnaires, tout comme à l'époque du Shugendo.
Les bâtiments actuels du sanctuaire ont été reconstruits au coup par coup sur une période de 30 ans à la suite d'un incendie en 1897. D'ailleurs, les bâtiments du sanctuaire avant l'incendie (ceux nouvellement reconstruits dans les années 1870) étaient extrêmement beaux en termes d'architecture et de sculptures, et étaient même appelés le « Nikko de la frontière orientale ». Le site du temple Daikin-ji est situé à l'ouest du hall principal.

La paire de lanternes en bronze placées devant la salle de culte est une chacune offerte en 1892 et en 1894 par des fidèles vivant dans la ville de Yamagata, dans la préfecture de Yamagata, et toutes deux ont été coulées à Domachi, dans la ville de Yamagata. Elle mesure 4,8 mètres de haut et est connue comme l'une des « trois grandes lanternes du Japon », avec celles du sanctuaire de Kotohira (préfecture de Kagawa) et du temple Yamadera Risshakuji (préfecture de Yamagata).

## Terrain du temple
L'île entière du mont Kinka était considérée comme une zone sacrée et, au début de la période moderne, Ryuzo Gongen était consacré au sommet du mont Kinka comme sanctuaire intérieur, avec Benzaiten au centre. D'autres divinités universelles et bouddhas tels qu'Atago Gongen, le sanctuaire Shinmeigu et la salle Fudo étaient consacrés à divers endroits de l'île, et le mont Kinka lui-même était considéré comme une île sacrée, avec le temple Daikinji comme prêtre en chef et le gouvernant. En outre, l'ensemble de l'île du mont Kinka, y compris l'enceinte du temple, a été désignée parc quasi-national en 1979 (faisant partie du parc quasi-national de Minamisanriku Kinkazan), et en 2015, elle a été désignée parc national à la suite de son incorporation dans Sanriku Fukko. Parc national .

### Principaux sanctuaires dans l'enceinte
Watatsumi Shrine (ja)
Situé au sommet du Mont Kinka comme le sanctuaire intérieur, il était autrefois connu sous le nom de sanctuaire Ryuuzo Sansha Daigongen. Il vénérait la divinité protectrice de la mer, considérée comme une incarnation de la Kannon aux Onze Visages, et, selon d'autres légendes, Benzaiten ou Zao Gongen étaient également vénérés. Après la période Meiji, le sanctuaire a été réorganisé pour consacrer quatre divinités : Watatsumi, Ichikishimahime (qui était considérée comme une incarnation de Benzaiten pendant la période de syncrétisme du shintoïsme et du bouddhisme), le Dieu Pilier du Ciel : Ame no Mimashira no Kami (天之御柱神) et le Dieu Pilier du Pays : Kuni no Mimashira no Kami (国之御柱神). Le bâtiment principal est construit dans le style architectural shinto avec un toit en cuivre, mesurant un ken de largeur et deux ken de profondeur, et comprend une salle de culte légèrement plus étroite s'étendant à l'avant. Le festival annuel a lieu le 18 mars. Près du sanctuaire, un autel de feu orienté vers la mer de l'est, présentant des vestiges de rituels de Shugendo, est installé où des rituels de feu continuent d'être exécutés au lever du soleil.
Kanagui Shrine (ja)
Situé dans une forêt de cèdres sur le côté sud des marches de pierre menant de la porte à la salle de culte, il s'agit d'un sanctuaire issu des mythes de création enregistrés dans le Fuchinai Fudoki et est considéré comme le sanctuaire gardien du sanctuaire Koganeyama. Après la période Meiji, il a commencé à vénérer douze divinités, y compris Ōkuninushi. Le bâtiment principal, le plus complexe parmi les sanctuaires subsidiaires, est une construction carrée avec un toit en cuivre. Le festival annuel a lieu le 25 juin.
Hama Shrine (ja)
Situé sur le versant ouest du sanctuaire, ce sanctuaire vénère Kotoshironushi (également connu sous le nom d'Ebisu). Autrefois, il se trouvait sur le Rocher de la Tortue dans le port de Kinkazan et était vénéré par les pêcheurs qui espéraient une bonne pêche au début de la saison de pêche, offrant régulièrement des poissons et d'autres objets. Actuellement, le Rocher de la Tortue est relié à la terre ferme par une digue, mais auparavant, l'accès nécessitait un petit bateau. Il semble que le sanctuaire ait été déplacé vers l'intérieur des terres en raison des difficultés de visite à l'époque moderne. Le bâtiment principal est une construction carrée avec un toit en cuivre plat. Le festival annuel a lieu le 10 juillet. De plus, le Rocher de la Tortue, également historiquement connu sous le nom d'Île de la Tortue, est associé à une légende : durant la période où les femmes étaient interdites sur la péninsule d'Oshika, une femme nommée Kame a tenté de traverser vers l'île en nageant depuis Yamadori. Alors qu'elle tentait de débarquer, elle fut pétrifiée par la colère des dieux.
Les prières participent également aux circuits « d'escalade », qui peuvent être largement divisés en deux catégories, la marche avant et la marche arrière. La promenade avant commence au sous-sanctuaire Nameraishi, derrière le hall principal, contourne les rochers et les pierres aux formes étranges dans les montagnes, atteint Shobudaira, puis monte au sommet du pic Musou pour rendre hommage au sanctuaire Daimigami. Le chemin de retour part de Musomine, rendant également hommage aux rochers géants, traverse Tainai-shi, passe devant des rochers inhabituels tels que Kaisan Shonin Zazen-seki et Yamagata-seki, puis descend vers la côte est, contournant Senjojiki, Sennin- zawa, Ohakozaki et Sainokawara le long de la côte est, avant de traverser le col Amida et de retourner au hall principal.
En 2007, environ 530 cerfs sauvages vivaient sur l'île et ils sont protégés en tant que messagers des dieux. Cependant, il existe une légende selon laquelle Date Masamune, le premier seigneur du domaine de Sendai, chassait le cerf sur le mont Kinka, ce qui signifierait que la chasse était pratiquée dans l'Antiquité et que les animaux n'étaient pas protégés. Cependant, à la fin de la période Edo, il existe une légende selon laquelle 1 000 batteurs auraient été noyés dans la mer comme punition divine pour avoir chassé le cerf . On pense donc qu'ils en sont venus à être considérés comme des messagers des dieux au début des temps modernes et plus tard. De plus, la divinité consacrée au sanctuaire Nameshi dans l'enceinte (Takemikazuchi-no-Mikoto) est une divinité branche du sanctuaire Kashima-jingu dans la préfecture d'Ibaraki, et comme le sanctuaire a une relation étroite avec les cerfs, il a été supposé que le sanctuaire les cerfs du mont Kinka étaient également considérés comme des messagers divins.

## Biens culturels
(Le texte entre parenthèses après le sujet indique le type et la date spécifiés.)
Désigné par la ville d'Ishinomaki
- Épée Bizen Osafune Kanemitsu (ja) (Biens culturels matériels, 17 décembre 1983)
- Épée : Toshiro Yoshimitsu (ja) d'Awataguchi, Yamashiro (comme ci-dessus)

## Galerie

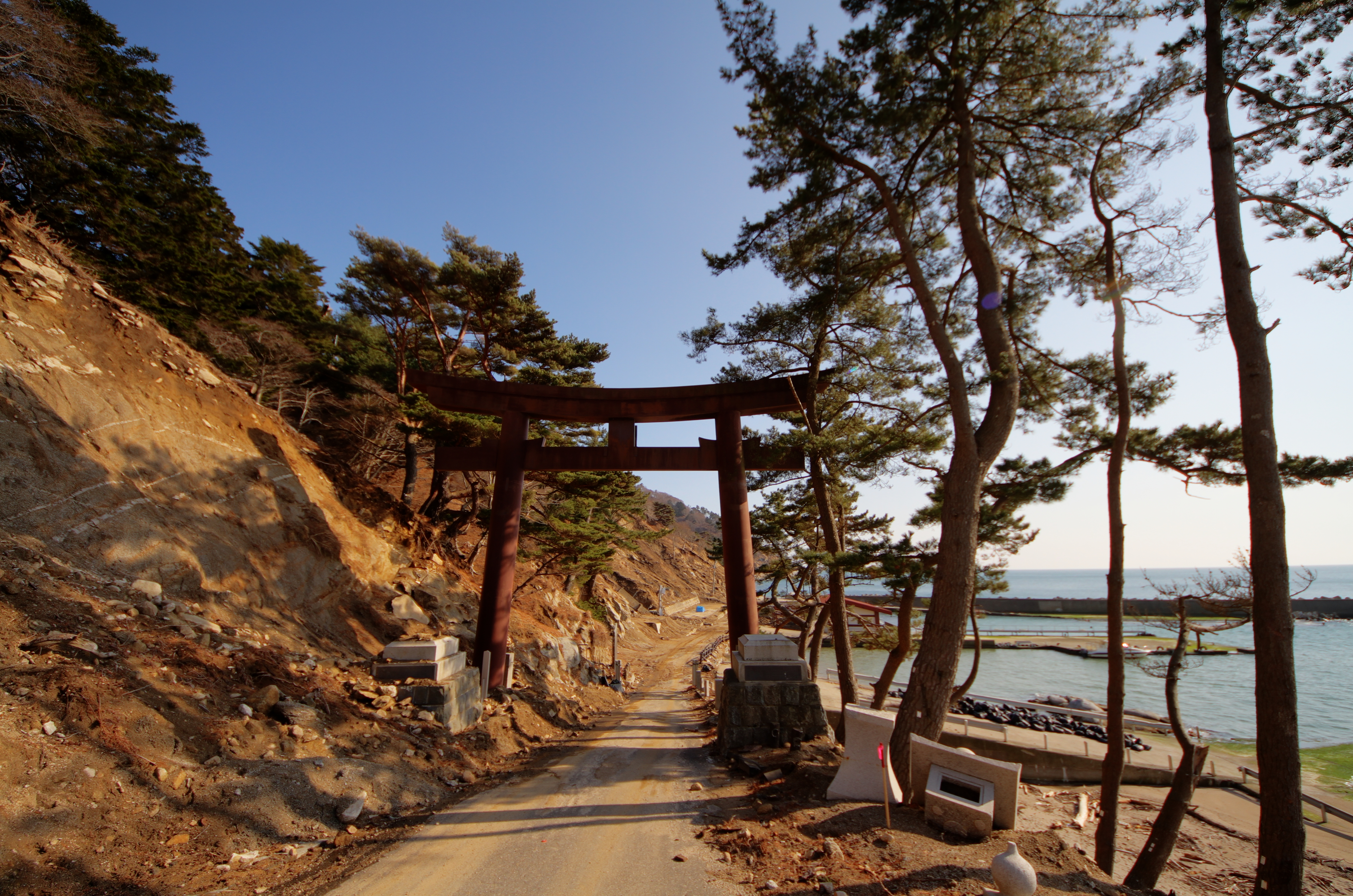
Ayukawahama, Ishinomaki, préfecture de Miyagi
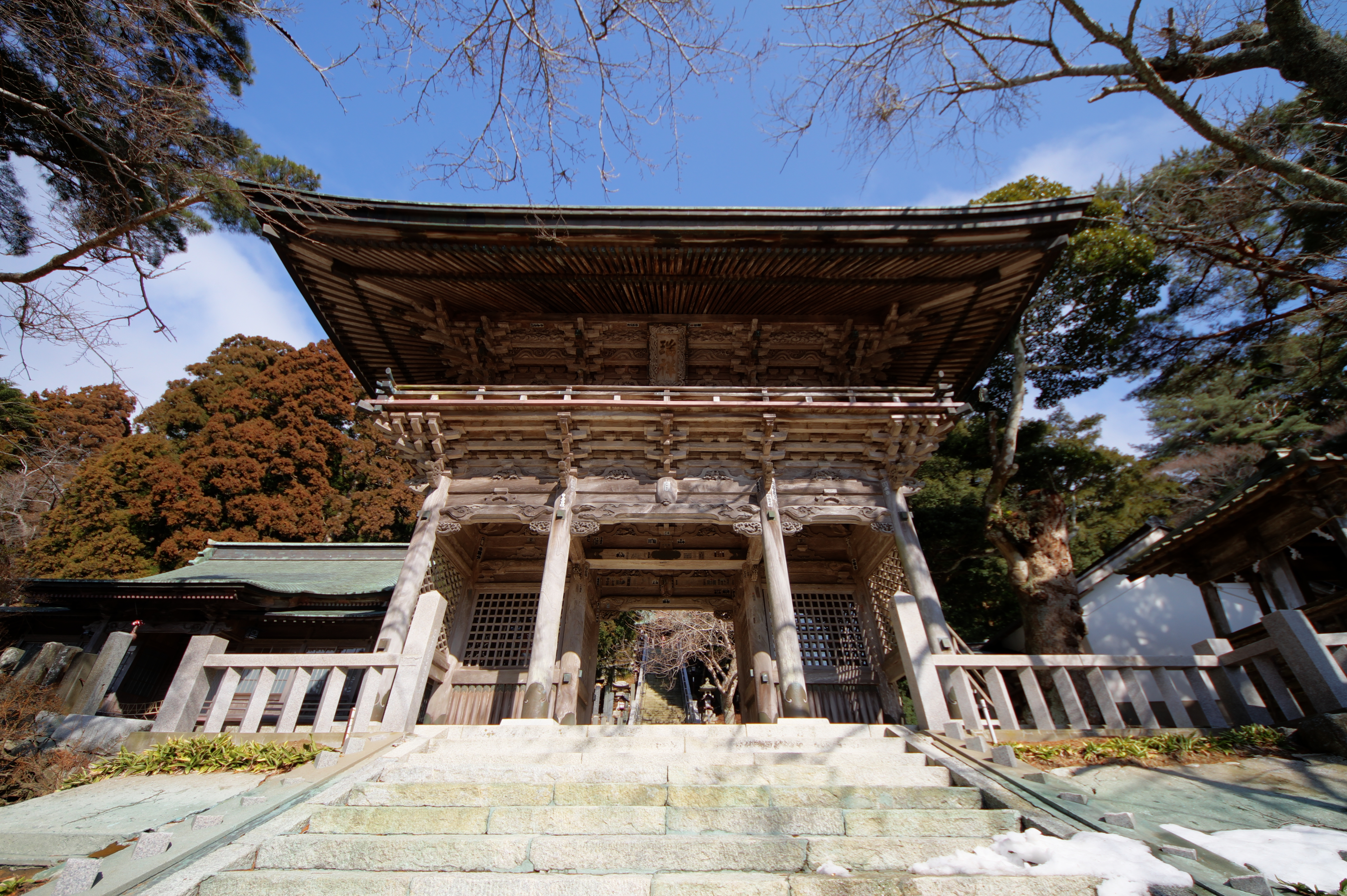
Ayukawahama, Ishinomaki, préfecture de Miyagi 2
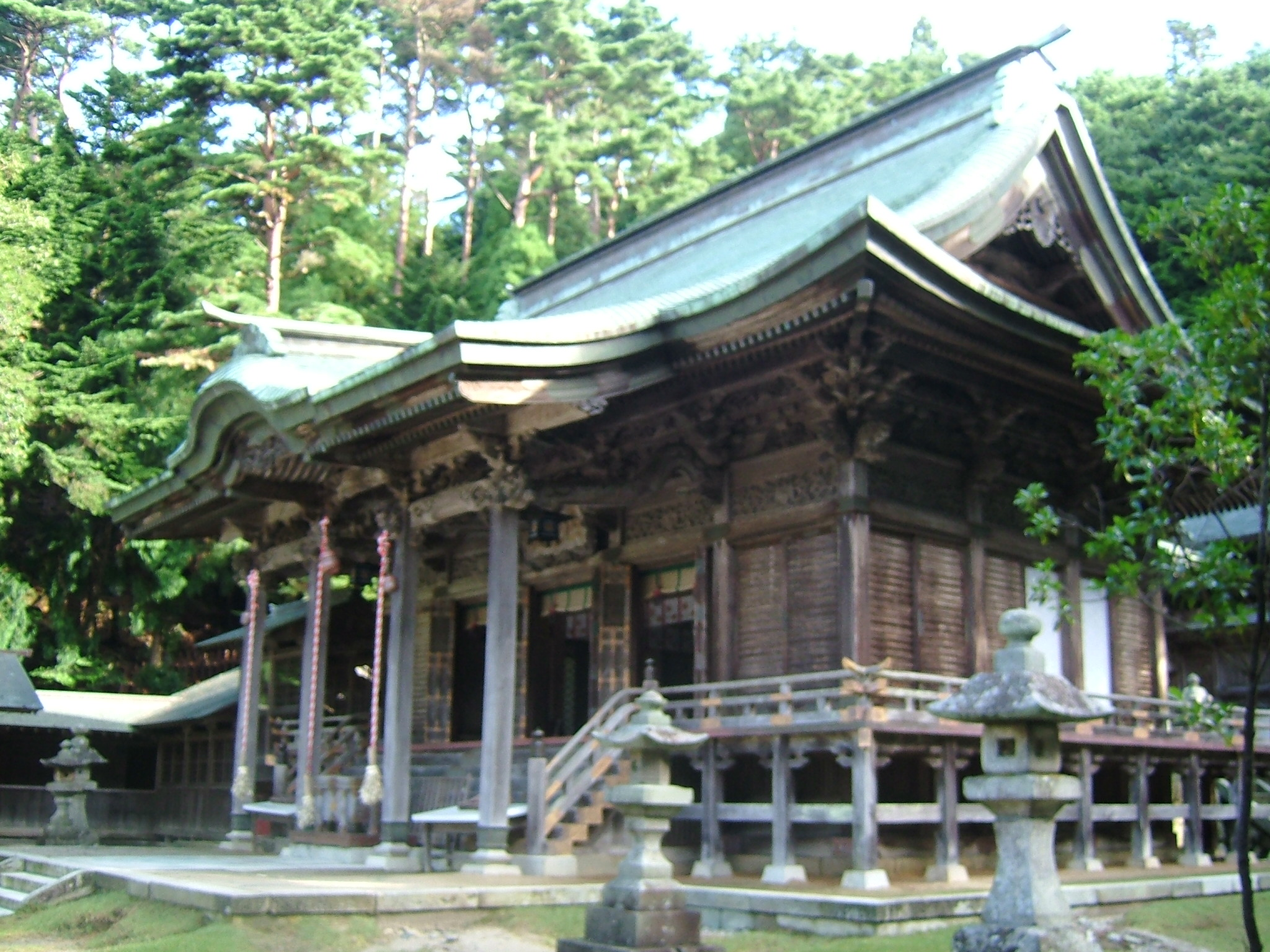
Koganeyama-jinja Haiden (salle de culte)
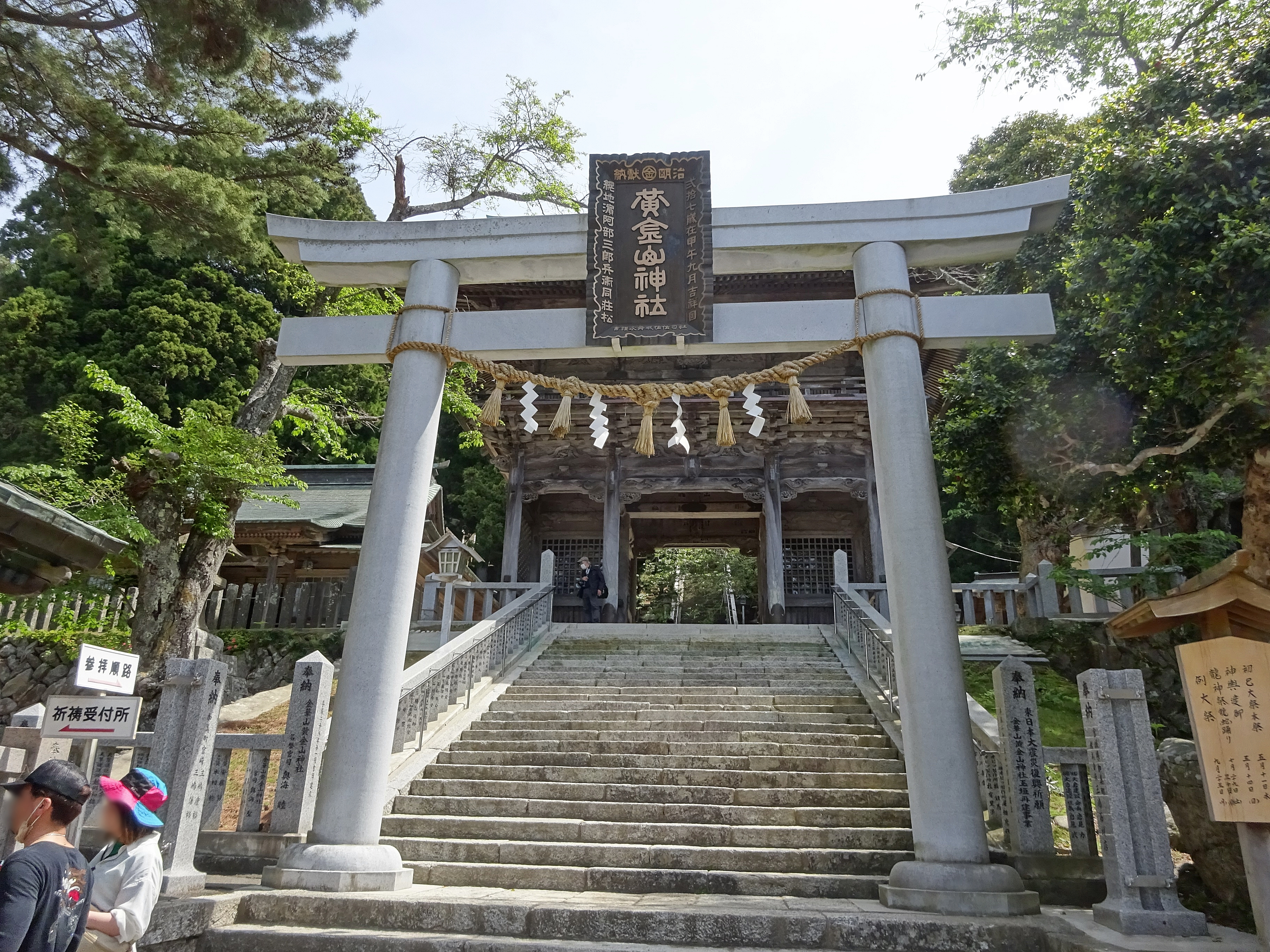
Koganeyama-jinja (sanctuaire Koganeyama)
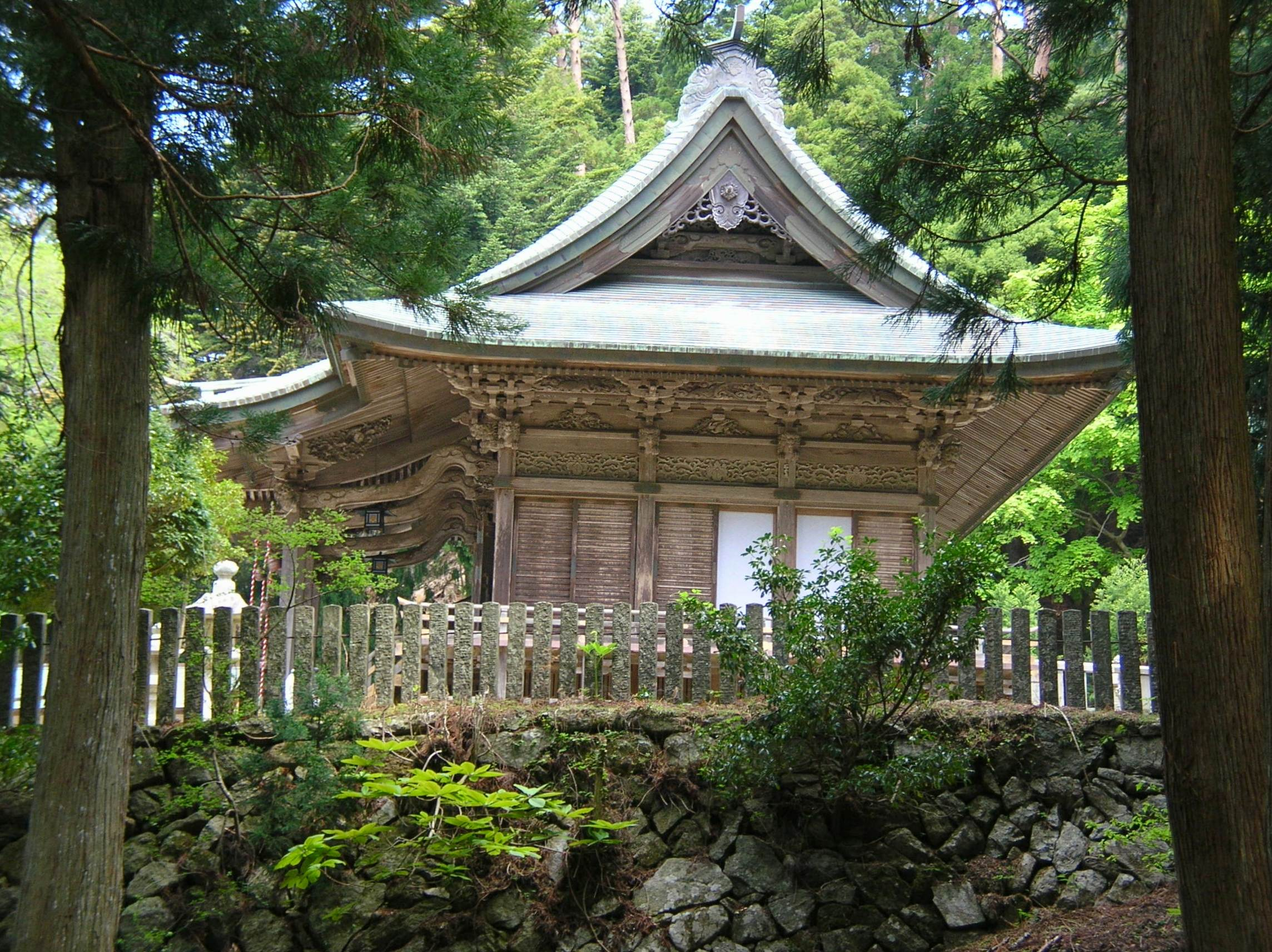
Kintsubaki-jinja (sanctuaire Kintsubaki)
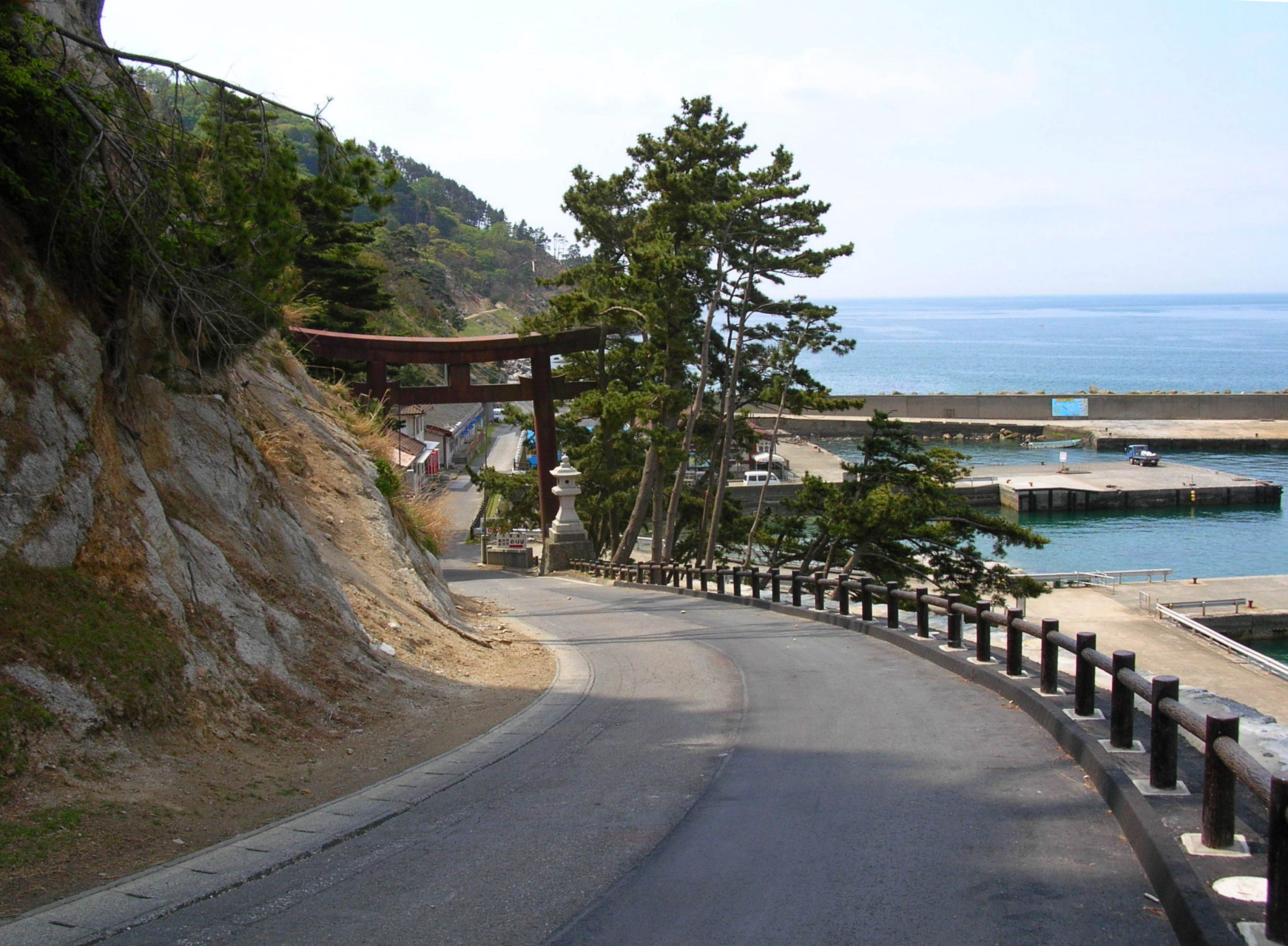
Kinka-san Torii et débarcadère
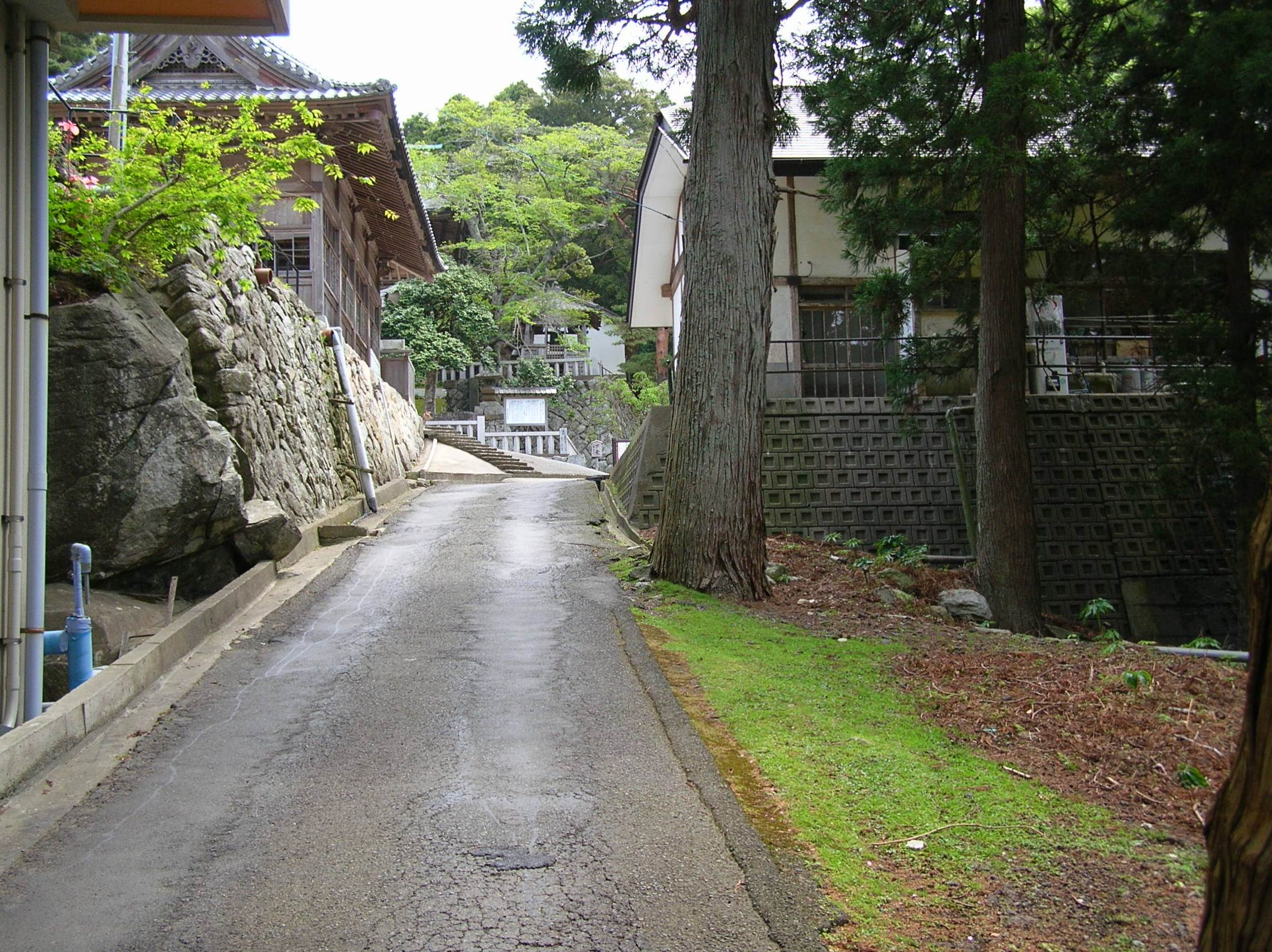
Approche arrière de Koganeyama-jinja